# Barley Hall

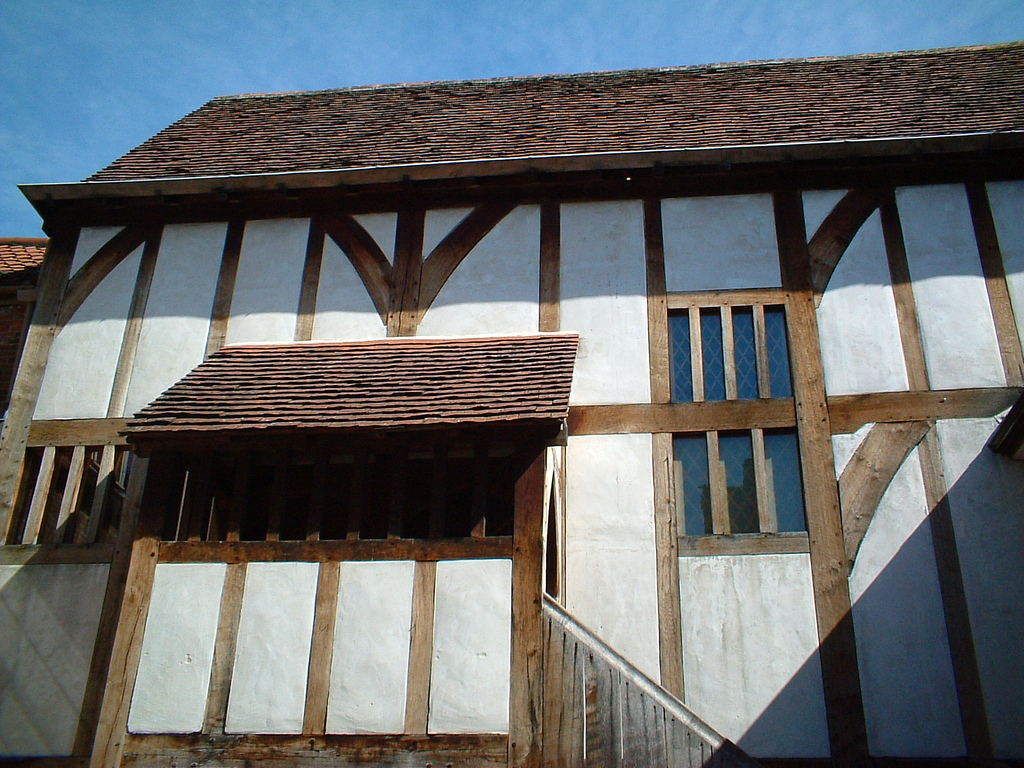
Barley Hall

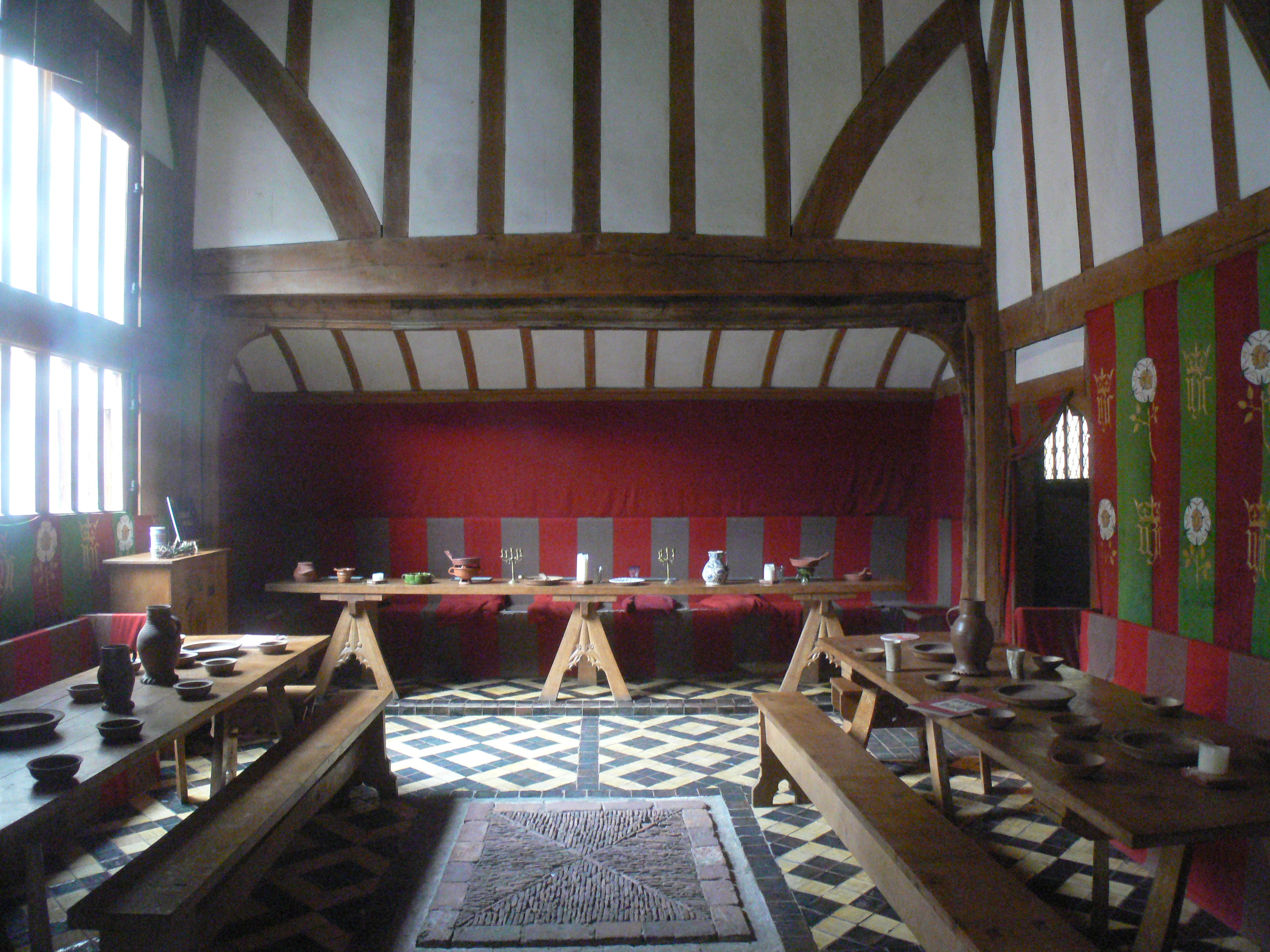
Interieur

Barley Hall is een historisch pand in het Engelse York. Het gebouw werd rond 1360 opgetrokken door de monniken van Nostell Priory bij Wakefield en werd uitgebreid in de 15de eeuw. Nadien raakte het langzaam in verval. Het huis werd herontdekt in 1980. Het werd in 1987 gekocht door de York Archaeological Trust, en nadien grondig gerestaureerd om het in oorspronkelijke staat te herstellen en in te richten als museum.